# California King Bed
«California King Bed» (укр. Ліжко короля Каліфорнії) — пісня барбадоської співачки Ріанни з її п'ятого студійного альбому Loud, випущена 13 травня 2011 року як четвертий міжнародний сингл. Авторами пісні є Ендрю Харр, Жермен Джексон, Прісцілла Ренеа і Алекс Делікета, продюсери — творча група інструментального хіп-хопу The Runners. Сингл здебільшого був популярним, досягнувши свого максимуму в межах найкращої десятки хітів в таких країнах, як Австралія, Нова Зеландія і Велика Британія. Пісня була показана в рекламній кампанії «100 років догляду за шкірою» (англ. «100 Years of Skin Care») косметичної фірми Nivea.

## Історія створення
На початку березня 2011 року через аккаунт на вебінтерфейсі Twitter співачки запропонувала своїм фанам вибрати наступний сингл з чотирьох пісень «Cheers (Drink to That)», «Man Down», «California King Bed» чи «Fading», пообіцявши зняти музичний відеокліп для найпопулярнішої пісні до кінця місяця. 12 березня 2011 року були підведені підсумки голосування, в яких «California King Bed» набрала найбільшу кількість голосів. Але в Сполучених Штатах Америки пісня «Man Down» була відправлена на радіостанції перед «California King Bed». Однак, на міжнародному рівні композиція «California King Bed» є четвертим синглом з альбому, як і було оголошено.

## Відеокліп
Знімання відеокліпу почали в березні 2011 року в Лос-Анджелесі, режисером якого виступив Ентоні Мендлер. Прем'єра кліпу відбулась 6 травня 2011 року на YouTube.
Дія в кліпі відбувається в примор'ї Каліфорнії, за вікном захід сонця, легкий бриз тріпає шовкову завісу персикового кольору. Дівчина (Ріанна) розказує, як поряд зі своїм хлопцем вона відчуває себе набагато віддаленішою, наче їх відділяє ліжко довжиною в 10 тисяч миль.

## Формати і трек-лист
- Цифрова дистрибуція[9]

1. "California King Bed" – 4:11

- CD сингл[10]

1. "California King Bed" (Album Version) – 4:11
2. "S&M" (Sidney Samson Club Remix) – 6:48

| - US/AUS Remixes 1. "California King Bed" (DJ Chus & Abel Ramos Radio) – 3:27 2. "California King Bed" (The Bimbo Jones Radio) – 3:13 3. "California King Bed" (Bassjackers Radio) – 3:19 4. "California King Bed" (DJ Chus & Abel Ramos Club) – 6:07 5. "California King Bed" (The Bimbo Jones Club) – 6:08 6. "California King Bed" (Bassjackers Club) – 5:01 7. "California King Bed" (DJ Chus & Abel Ramos Dub) – 6:13 8. "California King Bed" (The Bimbo Jones Dub) – 6:05 9. "California King Bed" (Bassjackers Dub) – 5:02 |

## Позиції в чартах
| Чарт (2011)                               | Найвище місце |
| ----------------------------------------- | ------------- |
| Австралія (ARIA)                          | 4             |
| Австрія (Ö3 Austria Top 75)               | 26            |
| Бельгія (Ultratip Wallonia)               | 8             |
| Бельгія (Ultratip Flanders)               | 3             |
| Бразилія Billboard Brasil                 | 35            |
| Канада Canadian Hot 100                   | 23            |
| Чехія (IFPI)                              | 26            |
| Данія (Tracklisten)                       | 34            |
| Франція (SNEP)                            | 48            |
| Німеччина German Airplay Chart            | 48            |
| Ірландія (IRMA)                           | 11            |
| Нідерланди (Mega Single Top 100)          | 9             |
| Нова Зеландія (RIANZ)                     | 4             |
| Румунія Romanian Top 100                  | 9             |
| Швеція (Sverigetopplistan)                | 59            |
| Швейцарія (Media Control AG)              | 22            |
| Словаччина (IFPI)                         | 23            |
| Шотландія (Official Charts Company)       | 11            |
| Велика Британія (UK R&B Chart)            | 3             |
| Велика Британія (Official Charts Company) | 8             |
| США (Billboard Hot 100)                   | 37            |
| США Pop Songs (Billboard)                 | 28            |

## Сертифікації
| Країна        | Постачальник | Сертифікація     |
| ------------- | ------------ | ---------------- |
| Австралія     | ARIA         | Платиновий сингл |
| Нова Зеландія | RIANZ        | Золотий сингл    |